# UCI Africa Tour 2019
L'UCI Africa Tour 2019 fu la quindicesima edizione dell'UCI Africa Tour, uno dei cinque circuiti continentali di ciclismo dell'Unione Ciclistica Internazionale. Era composto da dodici corse che si svolsero tra ottobre 2018 e ottobre 2019 in Africa.

## Calendario

### Ottobre 2018
| Data | Prova        | Cat. | Vincitore      | Squadra      |
| ---- | ------------ | ---- | -------------- | ------------ |
| 26-4 | Tour du Faso | 2.2  | Mathias Sorgho | Burkina Faso |

### Novembre 2018
| Data | Prova                               | Cat. | Vincitore    | Squadra |
| ---- | ----------------------------------- | ---- | ------------ | ------- |
| 22   | Africa Cup (cronometro individuale) | 1.2  | Sirak Tesfom | Eritrea |
| 25   | Africa Cup (corsa in linea)         | 1.1  | Sirak Tesfom | Eritrea |

### Gennaio
| Data  | Prova                            | Cat. | Vincitore         | Squadra        |
| ----- | -------------------------------- | ---- | ----------------- | -------------- |
| 21-27 | La Tropicale Amissa Bongo (2019) | 2.1  | Niccolò Bonifazio | Direct Énergie |

### Febbraio
| Data | Prova            | Cat.   | Vincitore     | Squadra         |
| ---- | ---------------- | ------ | ------------- | --------------- |
| 4-9  | Tour de l'Espoir | 2.NCup | Yacob Debesay | Eritrea         |
| 24-3 | Tour du Rwanda   | 2.1    | Merhawi Kudus | Astana Pro Team |

### Marzo
| Data  | Prova             | Cat. | Vincitore              | Squadra           |
| ----- | ----------------- | ---- | ---------------------- | ----------------- |
| 4-8   | Tour of Good Hope | 2.2  | Marc Oliver Pritzen    | Team Office Guru  |
| 22-26 | Tour d'Égypte     | 2.2  | Polychronis Tzortzakis | Tarteletto-Isorex |

### Aprile
| Data | Prova         | Cat. | Vincitore      | Squadra |
| ---- | ------------- | ---- | -------------- | ------- |
| 5-14 | Tour du Maroc | 2.2  | Laurent Évrard | Sovac   |

### Maggio
| Data  | Prova               | Cat. | Vincitore           | Squadra                    |
| ----- | ------------------- | ---- | ------------------- | -------------------------- |
| 5     | 100 Cycle Challenge | 1.2  | Jayde Julius        | ProTouch                   |
| 14-19 | Tour of Limpopo     | 2.2  | Samuele Battistella | Dimension Data for Qhubeka |

### Giugno
| Data  | Prova                                                 | Cat. | Vincitore             | Squadra                         |
| ----- | ----------------------------------------------------- | ---- | --------------------- | ------------------------------- |
| 1-9   | Tour du Cameroun                                      | 2.2  | Radoslav Konstantinov | Team Martigues SC-Drag Bicycles |
| 17    | Les Challenges de la Marche Verte - GP Sakia El Hamra | 1.2  | Hermann Keller        | Team Embrace The World          |
| 19    | Les Challenges de la Marche Verte - GP Oued Eddahab   | 1.2  | Jason Oosthuizen      | TEG Pro Cycling                 |
| 20    | Les Challenges de la Marche Verte - GP Al Massira     | 1.2  | Gustav Basson         | TEG Pro Cycling                 |
| 22-24 | Challenge International du Sahara Marocain            | 2.2  | Gustav Basson         | TEG Pro Cycling                 |

### Luglio
| Data | Prova                                             | Cat. | Vincitore       | Squadra                 |
| ---- | ------------------------------------------------- | ---- | --------------- | ----------------------- |
| 22   | Challenge du Prince - Trophée princier            | 1.2  | Jayde Julius    | Team Dimension Data     |
| 24   | Challenge du Prince - Trophée de l'anniversaire   | 1.2  | Youcef Reguigui | Terengganu Cycling Team |
| 25   | Challenge du Prince - Trophée de la maison royale | 1.2  | Youcef Reguigui | Terengganu Cycling Team |

### Ottobre
| Data  | Prova                   | Cat. | Vincitore      | Squadra    |
| ----- | ----------------------- | ---- | -------------- | ---------- |
| 11-19 | Grand Prix Chantal Biya | 2.2  | Azzedine Lagab | VIB Sports |

## Classifiche

### Classifica individuale
La classifica è composta da tutti i corridori del continente che abbiano ottenuto punti nell'UCI World Ranking.
| Pos. | Corridore             | Squadra    | Punti  |
| ---- | --------------------- | ---------- | ------ |
| 1    | Daryl Impey           | Mitchelton | 1 399  |
| 2    | Youcef Reguigui       | Terengganu | 921    |
| 3    | Ryan Gibbons          | Dimension  | 812    |
| 4    | Merhawi Kudus         | Astana     | 636    |
| 5    | Sirak Tesfom          | Bike Aid   | 438,5  |
| 6    | Azzedine Lagab        | VIB Sports | 332    |
| 7    | Reinardt van Rensburg | Dimension  | 329    |
| 8    | Mekseb Debesay        | Bike Aid   | 312,5  |
| 9    | Natnael Berhane       | Cofidis    | 298    |
| 10   | Stefan de Bod         | Dimension  | 248,67 |

### Classifica a squadre
La classifica viene calcolata sommando i punti della classifica individuale dei migliori 8 ciclisti per squadra.
| Pos. | Squadra                     | Punti  |
| ---- | --------------------------- | ------ |
| 1    | ProTouch                    | 766    |
| 2    | Sovac                       | 497,66 |
| 3    | Benediction Ignite          | 308,75 |
| 4    | TEG Pro Cycling             | 280    |
| 5    | Guerciotti-Kiwi Atlántico   | 114    |
| 6    | BAI Sicasal Petro de Luanda | 60     |

### Classifica per nazioni
La classifica viene calcolata sommando i punti dei migliori 8 ciclisti per nazione.
| Pos. | Nazione      | Punti    |
| ---- | ------------ | -------- |
| 1    | Sudafrica    | 3 504,67 |
| 2    | Eritrea      | 2 570,5  |
| 3    | Algeria      | 2 019,33 |
| 4    | Marocco      | 902      |
| 5    | Ruanda       | 809      |
| 6    | Burkina Faso | 374      |
| 7    | Etiopia      | 364      |
| 8    | Namibia      | 301      |
| 9    | Tunisia      | 197      |
| 10   | Angola       | 89       |

### Classifica per nazioni U23
La classifica viene calcolata sommando i punti dei migliori 8 ciclisti per nazione della categoria U23.
| Pos. | Nazione      | Punti   |
| ---- | ------------ | ------- |
| 1    | Eritrea      | 1 159,5 |
| 2    | Marocco      | 704     |
| 3    | Ruanda       | 523,75  |
| 4    | Algeria      | 356,98  |
| 5    | Sudafrica    | 262     |
| 6    | Burkina Faso | 169,5   |
| 7    | Etiopia      | 109,5   |
| 8    | Mauritius    | 78      |
| 9    | Namibia      | 75      |
| 10   | Tunisia      | 62      |